# فرانکو نونس
فرانکو نونس (ایتالیایی: Franco Nones؛ زادهٔ ۱ فوریه ۱۹۴۱) اسکی‌باز صحرانوردی اهل ایتالیا است.
وی در مسابقات کشوری و بین‌المللی در مجموع برندهٔ ۱ مدال طلا، ۱ مدال برنز شده‌است.